# 尚赞咄
尚赞咄（藏語：ཞང་བཙན་ཏོ་རེ་ལྷས་བྱིན།，?—?），又名悉臘，吐蕃大臣。
景龙三年（709年）十一月，吐蕃派遣大臣尚赞咄等到唐朝迎公主和亲，唐中宗在苑内球场宴会，命驸马都尉杨慎交与吐蕃使者打球，中宗率侍臣观看，以雍王李守禮之女為金城公主和亲吐蕃。唐睿宗时，吐蕃請河西九曲為公主湯沐，鄯州都督杨矩让出河西九曲。唐玄宗開元二年（714年），吐蕃相坌達延上書唐朝宰相，在河源会盟，唐玄宗令姚崇等報書，左散騎常侍解琬前去，吐蕃尚欽藏、御史名悉臘獻載辭。会盟未定，坌達延率兵十萬攻打臨洮，入攻蘭州、渭州，掠走監馬。楊矩懼而自殺。开元十八年（730年）十月，吐蕃派遣大臣名悉猎献方物，请降。